# Queen of Nations
El Queen of Nations fue un clíper de tres mástiles y casco de madera que se construyó en Escocia en 1861 y naufragó en la costa de Nueva Gales del Sur (Australia) en 1881. Trabajó durante dos décadas para la Aberdeen White Star Line de George Thompson Junior.
El pecio del Queen of Nations yace en aguas poco profundas frente a la playa de Corrimal, Nueva Gales del Sur. La Ley de Patrimonio Cultural Subacuático de 2018 protege automáticamente el pecio y su contenido, ya que tienen más de 75 años.

## Hundimiento
El 23 de febrero de 1881, el Queen of Nations zarpó de Londres rumbo a Sídney. Llevaba 1.500 toneladas de carga mixta por valor de 2.700 libras. Incluía 500 raíles de ferrocarril, 100 tubos de caldera, 250 barriles de cemento, 90 barriles y 60 cuartos de barril de ron, 2.000 cajas de brandy y 77 cajas de cerveza. Su capitán era el capitán Samuel Bache, que llevaba 21 años en el mar, había realizado 14 viajes anteriores a Australia y había comandado anteriormente el Strathdon. Bache pasó la mayor parte del viaje "irremediablemente borracho", y algunos miembros de la tripulación dijeron que su primer oficial, Robert Anderson, también lo estaba.
El Queen of Nations se aproximó a la costa de Nueva Gales del Sur por estima, ya que el día anterior no se había podido divisar nada. En las horas previas al amanecer del martes 31 de mayo de 1881, y a pesar de una visibilidad despejada, el capitán Bache confundió el fuego de una escombrera en una mina de carbón en Mount Keira con el faro de la punta sur de Port Jackson. Esto le llevó a virar prematuramente el Queen of Nations hacia tierra, encallando en la playa de Corrimal, frente a la desembocadura del arroyo Towradgi (entonces llamado "Towridge"), al norte de Wollongong. El barco chocó contra la orilla sobre las 5:30 o 6:00 a. m. El palo mayor se hundió, llevándose consigo el mastelero de proa.
El pecio estaba a unos 300 metros de la costa y a 70 metros de la línea de bajamar. Un tripulante se ahogó cuando intentó nadar hasta la orilla, a pesar de que llevaba puesto un chaleco salvavidas. Bache y Anderson se negaron a abandonar el barco, y Anderson amenazó a algunos miembros de la tripulación con un revólver cargado. Hacia las 11 de la mañana se lanzó a tierra un cabo de 2 pulgadas (51 mm) mediante un cohete, pero fracasó el intento de accionar una boya de calzón en el cabo. El cabo se utilizó entonces para ayudar a una lancha del buque a dirigirse a la costa. El cabo se rompió, pero el bote atravesó el oleaje y se llevó a toda la tripulación excepto a Bache y Anderson.
Durante varias horas, Bache y Anderson se negaron a abandonar el barco. A última hora de la tarde aceptaron unirse a un barco que había zarpado de la costa con un magistrado local y dos agentes de policía.

## Pecio
La parte superviviente del pecio se encuentra a unos 70 metros de la costa, en aguas de sólo 3 a 5 metros de profundidad. Su posición aproximada es 34°23′02″S 150°55′04″E / -34.38388, 150.91786.
De vez en cuando, una violenta tormenta deja al descubierto parte del pecio. En 1976, los maderos expuestos fueron tratados como un peligro para la natación, retirados por excavadoras, troceados, quemados y utilizados como vertedero. Sin embargo, partes inferiores del pecio sobrevivieron bajo la arena.
En 1991, otra tormenta dejó al descubierto parte del pecio y de su carga, que incluía "botellas de licores y conservas, biberones, hierros de ferrocarril, latas de pintura con plomo, cajas de botas de goma e incluso varias lápidas de cementerio", así como "botellas selladas de encurtidos en conserva y coñac Hennessy's". Esto atrajo a los saqueadores, que utilizaron martillos, cuchillos y mangueras de dragado para retirar las concreciones naturales del pecio y abrir sus cajas de carga de madera. En el proceso se destruyeron o perdieron numerosos objetos de cerámica, vidrio y madera.
En aquella época, la Ley de Pecios Históricos de 1976 permitía proteger los pecios históricos, pero no de forma automática. Había que inspeccionar cada pecio y presentar un informe para que el ministro competente del Gobierno de la Commonwealth decidiera ordenar su protección. Debido al valor patrimonial del Queen of Nations, este proceso se completó con relativa rapidez, y la orden se publicó en la Gaceta de la Commonwealth de Australia el 7 de febrero de 1992. Sin embargo, fue demasiado tarde para proteger gran parte de la carga que ya había sido saqueada o dañada.
El saqueo del pecio y las deficiencias de la Ley de 1976 llevaron a los intereses patrimoniales a presionar a las legislaturas estatales y de la Commonwealth. A lo largo de la década de 1990, la mayoría de los estados de Australia promulgaron nuevas leyes para proteger los pecios y, en 2018, el Parlamento de Australia aprobó la Ley de Patrimonio Cultural Subacuático de 2018. Esta última protege automáticamente cualquier naufragio de más de 75 años de antigüedad, sin que un ministro tenga que emitir una orden específica para ese naufragio.